# Tomasz Stockinger

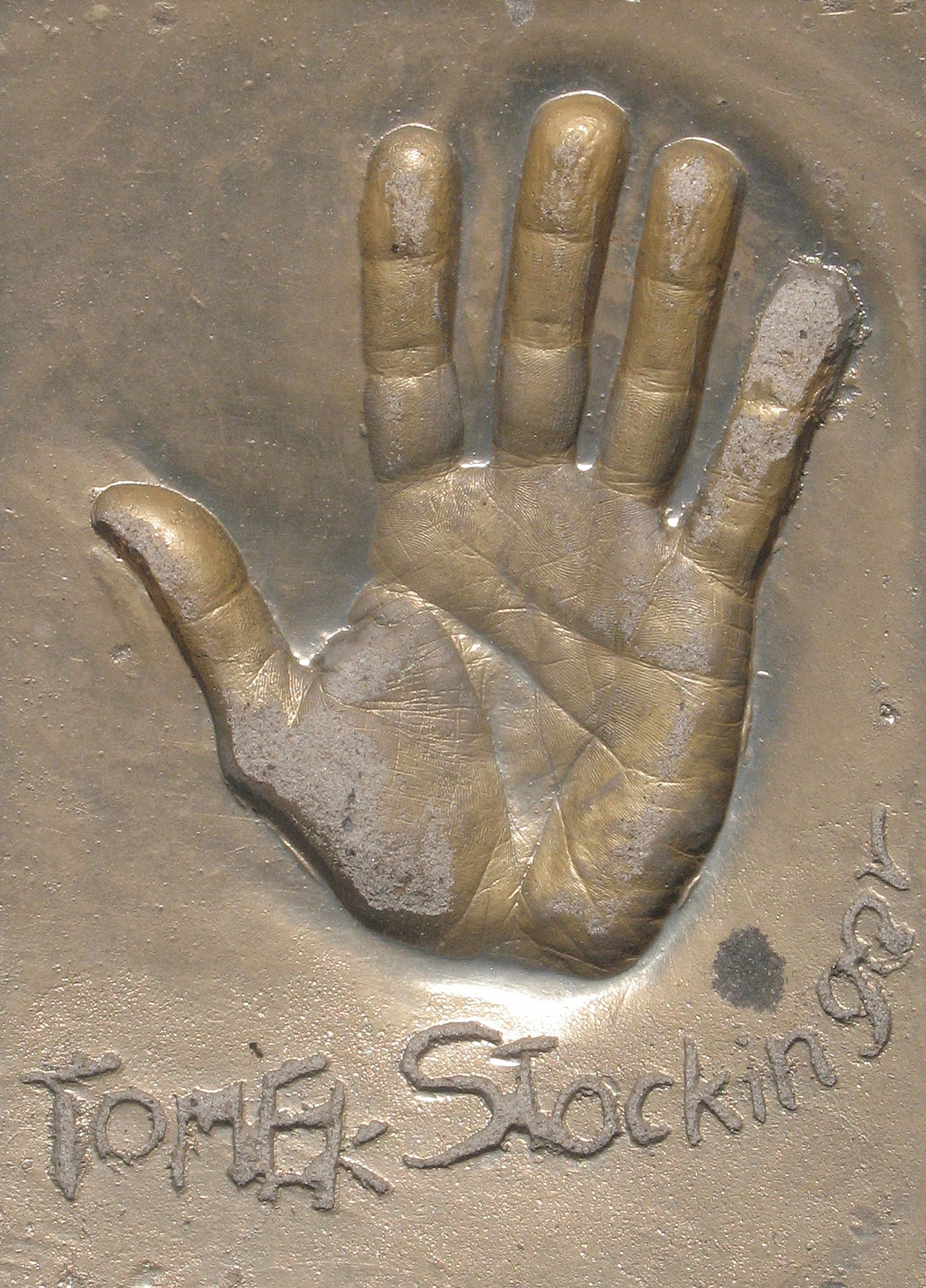
Odcisk dłoni T. Stockingera w Alei Gwiazd w Międzyzdrojach

Tomasz Ryszard Stockinger (ur. 23 lutego 1955 w Warszawie) – polski aktor teatralny i filmowy, prezenter telewizyjny.

## Życiorys

### Rodzina i edukacja
Jest synem piosenkarki Barbary Barskiej (1926-2024) i aktora Andrzeja Stockingera (1928-1993).
W młodości był koszykarzem Polonii Warszawa. W 1978 ukończył studia na Wydziale Aktorskim PWST im. Aleksandra Zelwerowicza w Warszawie.

### Kariera zawodowa
Jako aktor zadebiutował rolą boya hotelowego w serialu Życie na gorąco (1978). Wkrótce po raz pierwszy wystąpił na dużym ekranie, wcielając się w postać Bogdana Majera w filmie wojennym Zbigniewa Kuźmińskiego Sto koni do stu brzegów (1978), a za swoją rolę zebrał przychylne recenzje. Telewizyjną popularność przyniosła mu rola w serialu Dom (1980, 1982, 1996–1997, 2000). Po zakończeniu stanu wojennego wyjechał do Londynu, a osiem miesięcy później zamieszkał w Toronto, skąd po jakimś czasie wrócił do Polski. Zagrał pierwszo- lub drugoplanowe role w serialach, Pogranicze w ogniu (1991), Zespół adwokacki (1993–1994), Matki, żony i kochanki (1995, 1998) i Przepis na życie (2011–2012). Wystąpił także w filmach, m.in. jako hrabia Leszek Czyński w Znachorze (1981), Adam Dereń w Lata dwudzieste... lata trzydzieste... (1983), Piotr Wolski w Rycerzach i rabusiach (1984) i detektyw hotelowy Gunnar w polsko-estońsko-rosyjskim horrorze Łza księcia ciemności (1992). Od 1997 gra doktora Pawła Lubicza, jednego z głównych bohaterów serialu TVP1 Klan.
Jest aktorem teatralnym. W 1981 zagrał Cezarego Barykę, głównego bohatera przedstawienia Teatru Telewizji Przedwiośnie w reżyserii Wojciecha Solarza. Występował również w sztukach warszawskich teatrów: Kwadrat, Dramatycznym, Na Woli, Syrena, Komedia i Roma.
Występował na Festiwalu Piosenki Radzieckiej w Zielonej Górze. W 2000 wystąpił w reklamie MK Café. W 2001 prowadził teleturniej Rozbij bank w telewizji Polsat. W 2005 wydał debiutancki album studyjny pt. Melodią wracasz do mnie i nagrał cover utworu Seweryna Krajewskiego „Pogoda na szczęście” w duecie z Kają Paschalską na potrzeby składanki pt. Ona i on – duety miłosne. Uczestniczył w telewizyjnych programach rozrywkowych: Taniec z gwiazdami (2006) i Jak oni śpiewają (2008).

### Życie prywatne
Rozwiedziony z Jolantą. Mają syna Roberta (ur. 19 marca 1988), który jest prezenterem telewizyjnym, i dwoje wnuków.

## Filmografia

### Przed kamerą
- 1978: Życie na gorąco jako boy w hotelu „Sheraton” (odc. 6)
- 1978: Układ krążenia jako kolega Małgorzaty (odc. 3)
- 1978: Sto koni do stu brzegów jako Bogdan Majer
- 1978: Bez znieczulenia jako student Michałowskiego
- 1978: 07 zgłoś się jako Władek, pracownik warsztatów na Okęciu (odc. 5)
- 1979: Godzina „W” jako powstaniec
- 1979: Cóżeś ty za pani
- 1980: Sherlock Holmes i doktor Watson jako Carter (odc. 8)
- 1980: Kariera Nikodema Dyzmy jako Majewski (odc. 3)
- 1980, 1982, 1996–1997, 2000: Dom jako Karol Lang
- 1981: Znachor jako hrabia Leszek Czyński
- 1981: Uczennica jako konspirator
- 1981: Najdłuższa wojna nowoczesnej Europy jako kompan Poturzyckiego (odc. 9)
- 1981: Miłość ci wszystko wybaczy jako śpiewak z „Sinej Pticy”
- 1981: Czwartki ubogich jako Zbyszek
- 1981: Bołdyn jako podporucznik Mieczysław Pakosz „Mroczny”, adiutant „Bołdyna”
- 1983: Ostrze na ostrze jako Piotr Wolski
- 1983: Der Aufenthalt jako sierżant
- 1983: Lata dwudzieste... lata trzydzieste... jako Adam Dereń
- 1984: Rycerze i rabusie jako starościc Piotr Wolski
- 1990: Napoleon jako Hipolit Charles (odc. 1)
- 1991: Pogranicze w ogniu jako rotmistrz Jerzy Osnowski
- 1992: Wielka wsypa jako „Playboy”
- 1992: Szwadron jako Failleul
- 1992: Łza księcia ciemności jako detektyw hotelowy Gunnar
- 1993–1994: Zespół adwokacki jako mecenas Krzysztof Janicki
- 1995: Sukces jako Remigiusz Wysocki (odc. 5)
- 1995: Pestka jako Marcel
- 1995, 1998: Matki, żony i kochanki jako Leszek Wierzbicki
- 1996: Szamanka jako Niemiec zabawiający się z panienką na masce samochodu
- od 1997: Klan jako Paweł Lubicz
- 2008: Małgosia contra Małgosia jako ojciec Piotr
- 2010: Hotel 52 jako Wiktor Mrugała (odc. 26)
- 2011: Przepis na życie jako Cezary Adamowicz
- 2012: Przepis na życie jako mężczyzna podobny do Cezarego (odc. 32)
- 2013: Czas honoru jako minister Sawicki (odc. 66-67, 68)
- 2015: Na wieży Babel
- 2016: Wesele w Kurnej Chacie jako ojciec panny młodej
- 2020: 365 dni jako Tomasz Biel

### Polski dubbing
- 1961: Chłopiec z czarnego lądu jako Baaba[14]
- 1980: Przygoda arabska jako książę Hasan
- 1991: Denver, ostatni dinozaur jako Tim Baxter (odc. 7), Bard (odc. 34), Lude Travers (odc. 39)
- 1993-1995: Troskliwe misie jako Sprytny Szop (oprócz odc. 1-12, 14-19)
- 1993: Benjamin Blümchen jako Karl
- 1993–1994: Tajna misja jako komputer
- 1994: Sandokan jako Yanez
- 1995: Kalifornia jako Brian Kessler[15]
- 1997: Zakochany kundel (druga wersja dubbingowa) jako Jim
- 1999: Pocahontas 2: Podróż do Nowego Świata jako John Rolfe
- 2001: Zakochany kundel II: Przygody Chapsa jako Jim

## Teatr Telewizji
- 1981: Przedwiośnie jako Cezary Baryka